# Kárahnjúkavirkjun

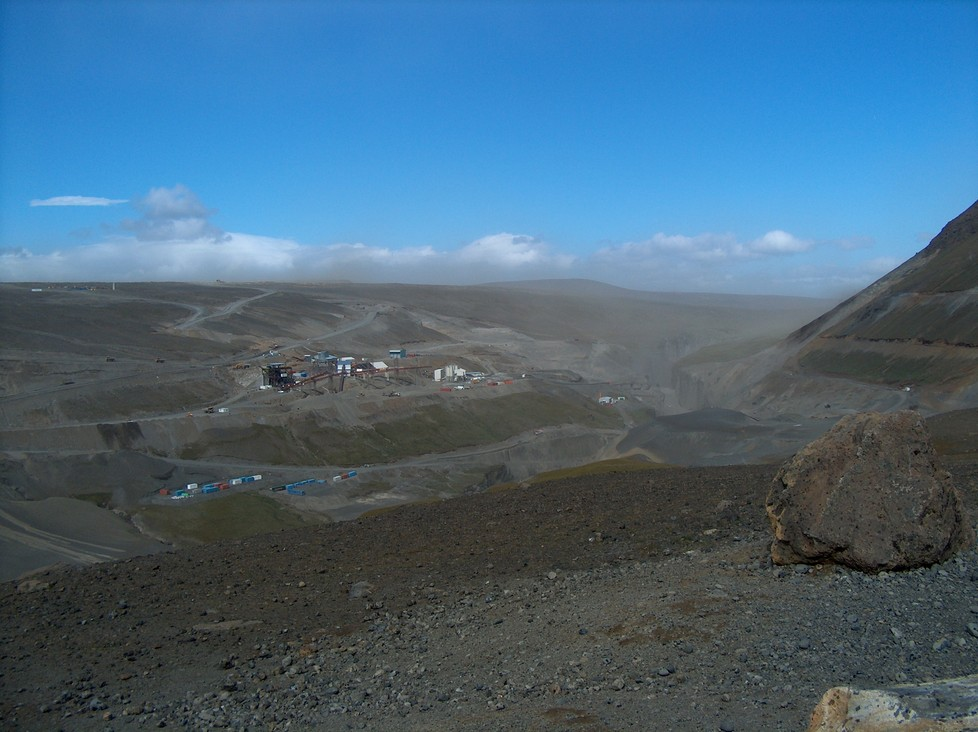
Local da construção

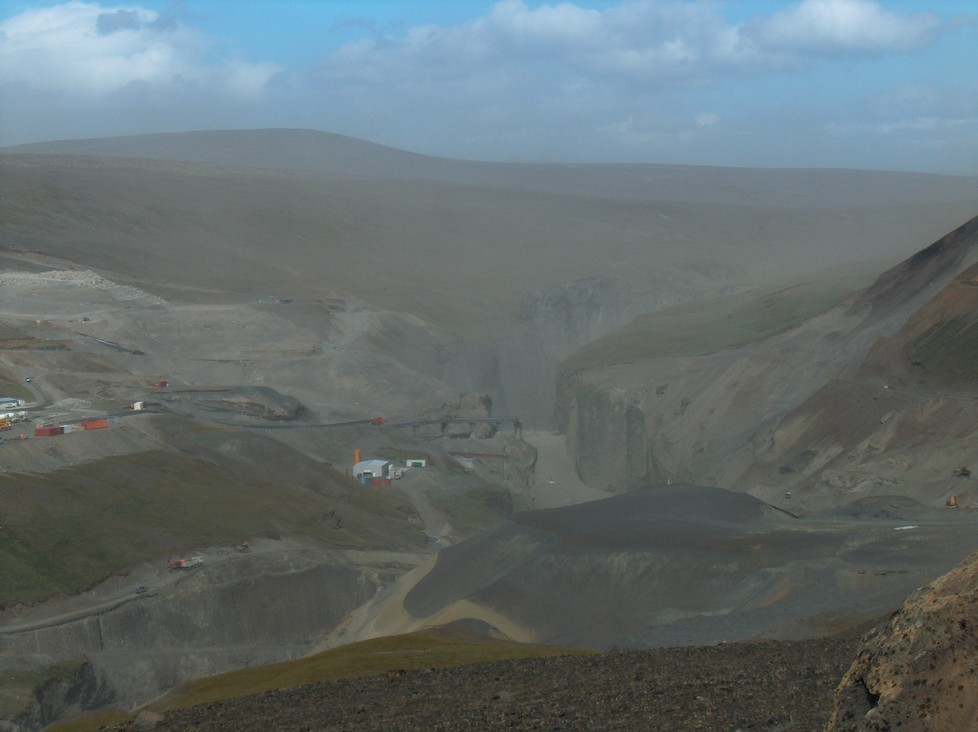
Local da construção

O Projecto Hidroeléctrico Kárahnjúkar é um empreendimento hidroeléctrico no leste da Islândia, consistindo em duas barragens em dois rios (o Jökulsá í Fljótsdal — fonte do famoso "Lago de Leite" de Lagarfljót, e o Jökulsá á Dal ou Jókulsá á Bru), para produzir energia eléctrica, sobretudo para uma siderurgia de alumínio construída pela empresa Alcoa em Reyðarfjörður. É a maior obra de engenharia da Islândia, e espera-se que fique concluída em 2009.
Cinco grandes barragens estão a ser construídas, a mais alta das quais terá 193 m de altura e 730 m de comprimento no coramento. o lago de Hálslón terá 57 km² à superfície, e um caudal de 110 m³/s — suficiente para produzir 690 MW de electricidade.
A construção é alvo de protestos pelos ambientalistas; a área é central à segunda maior zona selvagem da Europa e cobre cerca de 1000 km² no total.
Quantidades principais:  	
Aterros da barragem na rocha 	8.455.000 m³
Concretos 	                178.050 m³
Escavações em subterrâneo 	2.300.000 m³
Concretos em subterrêneo 	50.850 m³
Em Maio de 2007, surgiram também notícias de exploração de trabalhadores portugueses envolvidos na construção.